# Hermínia Silva

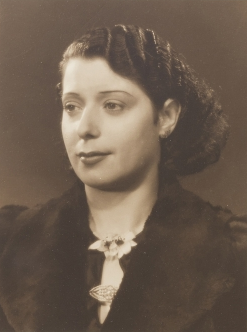
Hermínia Silva

Hermínia Silva Leite Guerreiro (* 23. Oktober 1907 in Lissabon; † 13. Juni 1993 ebenda) war eine portugiesische Schauspielerin und Sängerin, insbesondere des Fados.

## Leben
Sie wuchs im Bairro do Castelo-Viertel unterhalb der namensgebenden Burg Castelo de São Jorge auf, einem einfachen Viertel von Lissabon. Dort begann sie als Jugendliche bereits, in Nachbarschafts-Kulturzentren zu singen und Amateurtheater zu spielen. Ab 1926 begann sie, als Berufsschauspielerin in den beliebten Revuetheatern der Stadt aufzutreten. In den folgenden Jahren spielte sie an verschiedenen Theatern und sang Opern, aber auch Fado in Lokalen des Genres. Seit den 1930er Jahren machte sie auch Schallplattenaufnahmen, die als Schellackplatten bei HMV erschienen. Auch in einigen der erfolgreichen Komödien des Portugiesischen Films der 30er und 40er Jahre wirkte sie mit, was ihre Popularität als humorvolle, volkstümliche Künstlerin weiter steigerte.
Von 1958 bis 1982 führte sie mit dem Solar da Hermínia ein eigenes Fadolokal und von 1962 bis 1973 parallel das Wochenend-Restaurant Pôr do Sol in Benavente, wo sie Fadoabende mit Sängern wie Amália Rodrigues oder Alfredo Marceneiro und Volkstanz-Aufführungen veranstaltete. Auch wenn sie altersbedingt seltener auftrat, so war sie jedoch immer wieder im Blick der Öffentlichkeit, bis sie am 13. Juni 1993 in ihrer Heimatstadt starb.

## Rezeption
Sie war als Schauspielerin, besonders aber als Fado-Sängerin bei ihren Kollegen anerkannt, insbesondere Alfredo Marceneiro tat sich als Bewunderer hervor. Für ihre volksnahen und impulsiven Auftritte als Sängerin und Schauspielerin gleichermaßen war sie ausgesprochen beliebt in der breiten Bevölkerung und blieb es auch in fortgeschrittenem Alter. So nahm sie 1970 eine 4-Song-EP auf, in der sie augenzwinkernd die Yé-Yé-genannte, angelsächsisch geprägte Teenager-Musik und die Hippiebewegung ironisierte.
Auch nach ihrem Tod 1993 blieb sie als künstlerische Verkörperung der lebensfrohen Frau mit typisch portugiesischen Charakterzügen beliebt, aber auch als stilprägende Sängerin unvergessen. So beziehen sich z. B. OqueStrada auf ihrem Erfolgsalbum in einer Aufreihung ihrer Inspirationen explizit auf sie, und es erscheinen auch 15 Jahre nach ihrem Tod weiterhin CD-Veröffentlichungen mit ihrem Werk.
Eine Reihe von Straßen sind in Portugal nach ihr benannt.

## Filmografie (Auswahl)
- 1939: Aldeia da Roupa Branca; Regie: Chianca de Garcia
- 1943: O Costa do Castelo; Regie: Arthur Duarte
- 1946: Um Homem do Ribatejo; Regie: Henrique Campos
- 1949: Ribatejo; Regie: Henrique Campos

## Diskografie (Auswahl)
- 1960: A Tendinha / Fado das Toiradas (7"-Single)
- 1961: O Bom Fado (7" EP)
- 1966: Marinheiro Americano (7" EP)
- 1970: A Hermínia canta Yé-Yé (7" EP)
- 1970: Isto é Fado (LP)
- 1990: O Melhor de Hermínia Silva (Best of)
- 1998: Hermínia Silva (Best of)
- 2012: O Melhor da Hermínia Silva (Best of)

## Ehrungen
- 1946: Nationalpreis für volkstümliches Theater des Propagandasekretariats SNI
- 1980: Goldmedaille der Stadt Lissabon
- 1985: Ehrenmedaille des Portugiesischen Roten Kreuzes
- 1985: Orden des Infanten Dom Henrique im Kommandeursrang
- 1990: Großkreuz des Ordens des Infanten Dom Henrique